# Five out of Five (Live in Japan)
Five out of Five (Live in Japan) är det första livealbumet av hårdrockgruppen Talisman från 1993. Den gavs sedan ut i en nyutgåva "Deluxe Edition" från 2012 med ny booklet och konserten i sin helhet och ny mix Pontus Norgren

## Låtlista
1. Mysterious (This Time it’s serious)
2. Standin' On Fire
3. Comin’ Home
4. If You Would Only Be My Friend
5. I'll Be Waiting
6. Time After Time
7. All I Want
8. Dangerous
9. U Done Me Wrong
10. Break Your Chains
11. Bass + Guitar Solo
12. All Or Nothing
13. I Am A Viking
14. Just Between Us

### Medlemmar
- Marcel Jacob - bas
- Jeff Scott Soto - sång
- Fredrik Åkesson - gitarr
- Jamie Borger - trummor